# 순둥교
순둥교는 경상남도 창원시 마산합포구 진북면에 위치한 다리이다. 2019년 9월 31일에 다리의 노후화로 다리 아랫쪽에 금이 가면서 폐쇄되고 2020년 4월에 철거되었다.